# Sapromyza vinnula
Sapromyza vinnula är en tvåvingeart som beskrevs av Giglio-tos 1893. Sapromyza vinnula ingår i släktet Sapromyza och familjen lövflugor. Inga underarter finns listade i Catalogue of Life.